# Куликове (Кальміуський район)
Кулико́ве — село Новоазовської міської громади Кальміуського району Донецької області, Україна. Відстань до центру громади становить близько 21 км і проходить автошляхом місцевого значення.
Унаслідок російської військової агресії із вересня 2014 р. Куликове перебуває на тимчасово окупованій території.

## Історія
Куликова до 1917 — лютеранський хутір області Війська Донського, Таганрозький округ Хрещатицької волості; у радянські часи — Сталінська область, Будьонівський (Ново-Миколаївський) район. Лютеранський прихід Розенфельд. Землі 600 десятин. Мешканців: 192 (1915), 199 (1924).
7 (20) листопада 1917 року, відповідно до Третього Універсалу Української Центральної Ради, увійшло до складу Української Народної Республіки.

## Населення
За даними перепису 2001 року населення села становило 74 особи, з них 78,38 % зазначили рідною мову українську та 21,62 % — російську.